# Roland Svanidze
Roland Svanidze (né le 1er novembre 1977 à Novokouznetsk, dans la RSFS de Russie, en Union soviétique) est un joueur professionnel de hockey sur glace géorgien et russe.

## Biographie

### Carrière en club
Svanidze commence sa carrière professionnelle en 1995 avec le Metallourg Novokouznetsk. Après trois années professionnelles avec l'équipe première et seconde du Metallourg, il quitte pour le Neftianik Almetievsk puis le Roubine Tioumen. En 2001, il quitte la scène professionnelle. Il n'y revient qu'en 2015 alors qu'il passe quelques saisons avec les Mighty Camels de Dubaï aux Émirats arabes unis.

### Carrière internationale
Il représente la Géorgie lors de la division III du Championnat du monde de hockey sur glace 2016.

### Carrière d'entraineur
Il devient entraineur de la Géorgie lors de la division III du Championnat du monde de hockey sur glace 2018. Il est également président et entraineur-chef du HC Dinamo Tbilisi,, première équipe professionnelle géorgienne de hockey sur glace fondé en 2019. Lorsque le championnat national voit le jour, le Dinamo n'y participe pas, mais Svanidze est l'entraineur Fiery Crusaders Tbilisi.

## Statistiques

### En club
| Saison    | Équipe                     | Ligue               |    | Saison régulière | Saison régulière | Saison régulière | Saison régulière | Saison régulière |   | Séries éliminatoires | Séries éliminatoires | Séries éliminatoires | Séries éliminatoires | Séries éliminatoires |
| Saison    | Équipe                     | Ligue               | PJ | B                | A                | Pts              | Pun              | PJ               | B | A                    | Pts                  | Pun                  |                      |                      |
| 1995-1996 | Metallourg Novokouznetsk 2 | Russie 2            | 35 | 7                | 2                | 9                | 2                | -                | - | -                    | -                    | -                    |                      |                      |
| 1996-1997 | Metallourg Novokouznetsk   | Superliga           | 5  | 1                | 0                | 1                | 0                | -                | - | -                    | -                    | -                    |                      |                      |
| 1997-1998 | Metallourg Novokouznetsk   | Superliga           | 6  | 0                | 0                | 0                | 8                | -                | - | -                    | -                    | -                    |                      |                      |
| 1997-1998 | Metallourg Novokouznetsk 2 | Russie 3            | 31 | 14               | 10               | 24               | 14               | -                | - | -                    | -                    | -                    |                      |                      |
| 1998-1999 | Neftianik Almetievsk       | Russie 2            | 6  | 0                | 1                | 1                | 2                | -                | - | -                    | -                    | -                    |                      |                      |
| 1999-2000 | Roubine Tioumen            | Russie 2            | 35 | 7                | 5                | 12               | 18               | -                | - | -                    | -                    | -                    |                      |                      |
| 2000-2001 | Roubine Tioumen            | Russie 2            | 20 | 4                | 1                | 5                | 14               | -                | - | -                    | -                    | -                    |                      |                      |
|           |                            |                     |    |                  |                  |                  |                  |                  |   |                      |                      |                      |                      |                      |
| 2015-2016 | Mighty Camels de Dubaï     | Émirats arabes unis | 11 | 14               | 18               | 32               | 2                | 5                | 5 | 5                    | 10                   | 0                    |                      |                      |
| 2016-2017 | Mighty Camels de Dubaï     | Émirats arabes unis | 12 | 14               | 11               | 25               | 10               | 3                | 3 | 1                    | 4                    | 0                    |                      |                      |
| 2017-2018 | Mighty Camels de Dubaï     | Émirats arabes unis | 10 | 10               | 16               | 26               | 4                | -                | - | -                    | -                    | -                    |                      |                      |
|           |                            |                     |    |                  |                  |                  |                  |                  |   |                      |                      |                      |                      |                      |
| 2022-2023 | Mighty Camels de Dubaï     | Émirats arabes unis | 7  | 0                | 4                | 4                | 2                | 1                | 0 | 0                    | 0                    | 0                    |                      |                      |

### En équipe nationale
| Année | Compétition          |   | PJ | B | A  | Pts | Pun | +/-                                  |  | Résultat |
| 2016  | Championnat du monde | 5 | 3  | 7 | 10 | 0   | +3  | Médaille d'argent de la Division III |  |          |

### Entraineur
| Saison    | Équipe                  | Ligue                |                            | PJ                         | V                          | D                          | Pr                                           |  | Séries éliminatoires |
| 2018      | Géorgie                 | Championnat du monde | 5                          | 4                          | 1                          | 0                          | Médaille d'or de la division III · Promotion |  |                      |
| 2019      | Géorgie                 | Championnat du monde | 5                          | 2                          | 3                          | 0                          | 4e de la division IIB                        |  |                      |
| 2022      | Géorgie                 | Championnat du monde | 5                          | 2                          | 3                          | 0                          | Médaille d'or de la division IIB · Promotion |  |                      |
| 2022-2023 | Fiery Crusaders Tbilisi | Géorgie              | Statistiques indisponibles | Statistiques indisponibles | Statistiques indisponibles | Statistiques indisponibles | 2e place                                     |  |                      |
| 2023-2024 | Fiery Crusaders Tbilisi | Géorgie              | Statistiques indisponibles | Statistiques indisponibles | Statistiques indisponibles | Statistiques indisponibles | 3e place                                     |  |                      |